# Aventuras de tres rusos y tres ingleses en el África austral
Aventuras de tres rusos y tres ingleses en el África austral (Aventures de trois Russes et de trois Anglais dans l'Afrique australe) es una novela del escritor francés Julio Verne, aparecida de manera seriada en la Magasin d’Education et de Récréation desde el 20 de noviembre de 1871 hasta el 5 de septiembre de 1872, y publicada el 29 de agosto de 1872.
Una expedición conjunta entre Inglaterra y Rusia lleva a seis expertos al África para medir el arco meridiano del desierto de Kalahari. El objetivo que tiene medir el meridiano es definir internacionalmente el patrón del metro como unidad de medida.

## Personajes
Ingleses
- Coronel Everest
- John Murray
- William Emery

Rusos
- Matthew Strux
- Nicholas Palander
- Michael Zorn

Guía
- Mokoum

## Argumento
Los gobiernos de Inglaterra y de Rusia deciden repetir el experimento llevado a cabo por otras naciones consistente en medir el arco meridiano. Escogen para eso el sur de África, en la zona del desierto de Kalahari, y tres astrónomos de cada uno de los dos países son enviados para la misión.

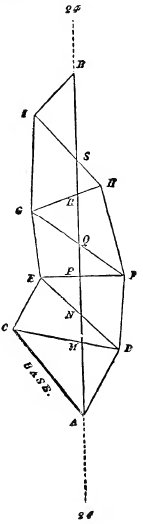
Esquema de la triangulación mostrada en la obra.

Por parte de Inglaterra, van el Coronel Everest y los señores John Murray y William Emery; y por parte de Rusia, Matthew Strux, Nicholas Palander y Michael Zorn. Desde el principio de la comisión, surgen tensiones entre los dirigentes de un grupo y del otro, ya que tanto Everest como Strux mantienen posiciones radicales sobre el destino y la forma de llevar a cabo las mediciones, a la vez que los jóvenes Wiliam y Michael intentan servir de mediadores, ya que, al ser los más jóvenes y tener gustos afines, inmediatamente empieza a surgir entre ellos la amistad .
Mientras tanto, John Murray solo piensa en la caza, sea de pluma o de piel, por lo cual es auxiliado (y a veces contenido) por el guía Mokoum; y el ruso Nicholas Palander cumple sus funciones, pero su mente está siempre en cálculos matemáticos, que lo llevan incluso a perderse mientras intenta enmendar el error del logaritmo centésimo tercero de la tabla de James Woltson.
Las tensiones entre los dirigentes se acrecientan, lo que incluso lleva al guía a quemar un plantío, ya que uno quería ir a la derecha y el otro a la izquierda, hecho este que determina un cisma cuando se da la noticia de que la guerra entre Rusia e Inglaterra se ha iniciado: los grupos se separan y continúa cada uno por su cuenta.
Sin embargo, cuando los rusos son atacados por un grupo de indígenas, los ingleses, que casualmente están cerca, pueden auxiliarlos. Reconciliados, continúan con la expedición sin prestar atención a si hubiera guerra o no entre sus países. Llegan a tomar una medida mucho más precisa que cualquier otra de sus predecesoras, a pesar de la dificultad de las condiciones para el cálculo.

## Capítulos
- I A orillas del río Orange.
- II Presentaciones oficiales.
- III El transporte.
- IV Algunas palabras a propósito del metro.
- V Un villorrio hotentote.
- VI En que terminan de conocerse.
- VII Una base de triángulo.
- VIII El meridiano veinticuatro.
- IX Un kraal.[3]
- X El rápido.
- XI En que se encuentra a Nicolás Palander.
- XII Una estación del gusto de Sir John.
- XIII La ayuda del fuego.
- XIV Una declaración de guerra.
- XV Un grado más.
- XVI Incidentes varios.
- XVII Los creadores de desiertos.
- XVIII El desierto.
- XIX Triangular o morir.
- XX Ocho días en la cima del Scorzef.
- XXI Fiat lux.
- XXII Nicolás Palander se enfurece.
- XXIII Las cascadas del Zambeze.

## Temas vernianos tratados en la obra

### Anticipaciones
Verne presenta una chalupa de vapor totalmente desmontable

### Consideraciones ambientales
El personaje de John Murray es muy criticado, pues de toda la obra Verniana es el que presenta un instinto de cazador más fuerte, ya que en ningún momento mata para sobrevivir, como otros personajes.
Durante la novela, Murray dispara a un hipopótamo que ha atacado, sin provocación, el bote de los viajeros en el río, y a un cocodrilo que amenaza al matemático perdido. Aunque se lo ha buscado él, también ha de defender su vida de un elefante y de los leones. Además se cita que «Cierto número de hienas, demasiado audaces, fueron tumbadas por las balas».
Iguales instintos de cazador, por simple placer, presentan otros personajes de Verne: son los casos del capitán Hod y de su asistente Fox, de "La casa de vapor", o Dick Kennedy en "Cinco semanas en globo". Ciertamente, todos deben matar animales en defensa propia, y en situaciones que no son siempre buscadas por ellos: han de hacerlo para eliminar la manada de leones que habita en un paso por donde deben atravesar en "Aventuras de tres rusos y tres ingleses en el África austral", para defender del ataque de tigres y panteras a las bestias del kraal de Mathias Van Guit en "La casa de vapor", o para defenderse a sí mismos de los leones del oasis en "Cinco semanas en globo".
Hoy en día, quemar todo un bosque para permitir el paso sería muy criticado, y más tomando en cuenta que en la novela es acción que se emprende para evitar la disputa entre los dirigentes de los dos grupos.